# Persone di nome Shawn
| Questa pagina contiene informazioni ricavate automaticamente dalle voci biografiche con l'ausilio del template Bio e di un bot. L'aggiornamento è periodico e automatico e ricostruisce completamente la pagina. Se manca una persona in questa lista, sei pregato di non aggiungerla, ma accertati piuttosto che la sua voce biografica contenga il template Bio e che i dati anagrafici siano correttamente compilati. Se il template Bio manca, inseriscilo tu stesso o, in alternativa, metti l'avviso {{tmp\|Bio}} che ne segnala la mancanza. Se i dati riportati sono sbagliati, correggi direttamente la voce biografica; le modifiche saranno visibili in questa lista entro pochi giorni. Per chiarimenti vedi il progetto antroponimi. La lista contiene solo le 70 persone che sono citate nell'enciclopedia e per le quali è stato implementato correttamente il template Bio. Pagina aggiornata al 6 mag 2025. |

Questa è una lista di persone presenti nell'enciclopedia che hanno il nome Shawn, suddivise per attività principale.

## Astronomi(1)
- Shawn Michael Hermann, astronomo e ingegnere statunitense (n. 1975)

## Attori(10)
- Shawn Ashmore, attore canadese (Richmond, n. 1979)
- Shawn Christian, attore statunitense (Grand Rapids, n. 1965)
- Shawn Doyle, attore canadese (Wabush, n. 1968)
- Shawn Elliott, attore e cantante statunitense (Santurce, n. 1937 - New York, † 2016)
- Shawn Hatosy, attore statunitense (Frederick, n. 1975)
- Shawn Pyfrom, attore statunitense (Tampa, n. 1986)
- Shawn Reaves, attore statunitense (Monroe, n. 1978)
- Shawn Roberts, attore canadese (Stratford, n. 1984)
- Shawn Toovey, attore statunitense (Lincoln, n. 1983)
- Shawn Wayans, attore e regista statunitense (New York, n. 1971)

## Batteristi(1)
- Shawn Drover, batterista e chitarrista canadese (Montréal, n. 1966)

## Calciatori(7)
- Shawn Adewoye, calciatore belga (Bree, n. 2000)
- Shawn Barry, ex calciatore statunitense (Miramar, n. 1990)
- Shawn Beveney, ex calciatore guyanese (Georgetown, n. 1982)
- Shawn Martin, calciatore salvadoregno (Managua, n. 1987)
- Shawn Nicklaw, ex calciatore statunitense (San Diego, n. 1989)
- Shawn Parker, ex calciatore tedesco (Wiesbaden, n. 1993)
- Shawn Sawyers, ex calciatore giamaicano (Portmore, n. 1976)

## Cantanti(3)
- Shawn Desman, cantante e ballerino canadese (n. 1982)
- Shawn Stockman, cantante statunitense (Filadelfia, n. 1972)
- Shawn Yue, cantante e attore cinese (Hong Kong, n. 1981)

## Cantautori(4)
- Shawn Hook, cantautore e compositore canadese (Vancouver, n. 1986)
- Shawn Mendes, cantautore, musicista e modello canadese (Toronto, n. 1998)
- Shawn Mullins, cantautore statunitense (Atlanta, n. 1968)
- Shawn Phillips, cantautore statunitense (Fort Worth, n. 1943)

## Cantautrici(1)
- Shawn Colvin, cantautrice e chitarrista statunitense (Vermillion, n. 1956)

## Cestisti(14)
- Shawn Bradley, ex cestista statunitense (Landstuhl, n. 1972)
- Shawn Dawson, cestista israeliano (Eilat, n. 1993)
- Shawn Glover, cestista statunitense (Dallas, n. 1990)
- Shawn Harvey, ex cestista statunitense (Filadelfia, n. 1973)
- Shawn Huff, ex cestista finlandese (Helsinki, n. 1984)
- Shawn James, ex cestista guyanese (n. 1983)
- Shawn Jones, cestista statunitense (Miami, n. 1992)
- Shawn Kemp, ex cestista statunitense (Elkhart, n. 1969)
- Shawn King, cestista sanvincentino (Gasparillo, n. 1982)
- Shawn Long, cestista statunitense (Morgan City, n. 1993)
- Shawn Marion, ex cestista statunitense (Chicago, n. 1978)
- Shawn Redhage, ex cestista statunitense (Jacksonville, n. 1981)
- Shawn Respert, ex cestista e allenatore di pallacanestro statunitense (Detroit, n. 1972)
- Shawn Taggart, ex cestista statunitense (Richmond, n. 1985)

## Chitarristi(1)
- Shawn Lane, chitarrista, pianista e compositore statunitense (Memphis, n. 1963 - Memphis, † 2003)

## Culturisti(2)
- Shawn Ray, ex culturista statunitense (Fullerton, n. 1965)
- Shawn Rhoden, culturista giamaicano (Kingston, n. 1975 - Las Vegas, † 2021)

## Dirigenti d'azienda(1)
- Shawn Layden, dirigente d'azienda statunitense (n. 1961)

## Dirigenti sportivi(1)
- Shawn Horcoff, dirigente sportivo e ex hockeista su ghiaccio canadese (Trail, n. 1978)

## Ginnaste(1)
- Shawn Johnson, ex ginnasta statunitense (Des Moines, n. 1992)

## Giocatori di baseball(1)
- Shawn Green, ex giocatore di baseball statunitense (Des Plaines, n. 1972)

## Giocatori di curling(1)
- Shawn Rojeski, giocatore di curling statunitense (Virginia, n. 1972)

## Giocatori di football americano(7)
- Shawn Collins, ex giocatore di football americano statunitense (San Diego, n. 1967)
- Shawn Davis, giocatore di football americano liberiano (Miami, n. 1999)
- Shawn Knight, ex giocatore di football americano statunitense (Provo, n. 1964)
- Shawn Lauvao, giocatore di football americano statunitense (Honolulu, n. 1987)
- Shawn Moorehead, ex giocatore di football americano statunitense (Mason City, n. 1983)
- Shawn Springs, ex giocatore di football americano statunitense (Williamsburg, n. 1975)
- Shawn Williams, giocatore di football americano statunitense (Damascus, n. 1991)

## Hockeisti su ghiaccio(1)
- Shawn Mather, ex hockeista su ghiaccio canadese (Chatham, n. 1980)

## Informatici(1)
- Shawn Fanning, informatico e imprenditore statunitense (Brockton, n. 1980)

## Lottatori(1)
- Shawn Daye-Finlay, lottatore canadese (n. 1990)

## Modelle(1)
- Shawn Weatherly, modella statunitense (Sumter, n. 1959)

## Rapper(4)
- C-Bo, rapper statunitense (Waco, n. 1972)
- Jay-Z, rapper, imprenditore e produttore discografico statunitense (New York, n. 1969)
- Shawn Fonteno, rapper, attore e doppiatore statunitense (Los Angeles, n. 1968)
- MC Shan, rapper statunitense (New York, n. 1965)

## Registi(2)
- Shawn Christensen, regista, attore e musicista statunitense (Poughkeepsie)
- Shawn Levy, regista, attore e produttore cinematografico canadese (Montréal, n. 1968)

## Scrittori(1)
- S. A. Cosby, scrittore statunitense (Contea di Mathews, n. 1973)

## Velocisti(1)
- Shawn Crawford, ex velocista statunitense (Van Wyck, n. 1978)

## Wrestler(2)
- Hernandez, wrestler statunitense (Houston, n. 1973)
- Shawn Stasiak, ex wrestler statunitense (Hayward, n. 1970)